# 馬賈河
馬賈河（義大利語：Maggia）是瑞士的河流，位於提契諾州，河道全長58.1公里，流域面積926平方公里，發源自塔马罗山，最終在馬卡尼奧注入馬焦雷湖，河畔城鎮有羅加諾和阿斯科納。

## 外部連結
- Ofima （页面存档备份，存于） （德文） （意大利文） electricity producer

46°09′10.66″N 8°48′12.38″E / 46.1529611°N 8.8034389°E